# Heinkel
Heinkel Flugzeugwerke (pronunciació alemanya: [ˈha͡ɪ̯ŋkl̩ ˈfluːkt͡sɔ͡ʏ̯kˌv̥ɛʁkə]:) va ser una empresa alemanya de fabricació d'aeronaus fundada per Ernst Heinkel. És coneguda per la seva producció de bombarders per la Luftwaffe durant la Segona Guerra Mundial i per les importants contribucions que va fer en el vol d'alta velocitat, com per exemple amb el disseny d'un coet de combustible líquid i un avió a turboreacció.

## Història
Després de la seva reeixida carrera com a dissenyador en cap de l'empresa d'aviació Hansa-Brandenburg durant la Primera Guerra Mundial, Heinkel va establir la seva pròpia empresa a Warnemünde el 1922, després que les restriccions a l'aviació alemanya imposada pel Tractat de Versailles es relaxessin. El primer disseny d'aeronau d'èxit després de la Primera Guerra Mundial va ser el monomotor metàl·lic Heinkel He 70 Blitz avió de correu d'alta velocitat i avió de línia per la Deutsche Luft Hansa l'any 1932, que va trencar uns quants rècords de velocitat de la seva classe. Va ser seguit pel bimotor Heinkel He 111 Doppel-Blitz, que va esdevenir un puntal de la Luftwaffe durant la Segona Guerra Mundial com a bombarder. Els dissenyadors més importants de Heinkel en aquell moment eren els germans Siegfried i Walter Günter i Heinrich Hertel. La seu de l'empresa,posteriorment coneguda com a Heinkel-Nord, era a Rostock amb una segona instal·lació d'enginyeria i fabricació a Schwechat, coneguda com a Heinkel-Süd.

### Segona Guerra Mundial

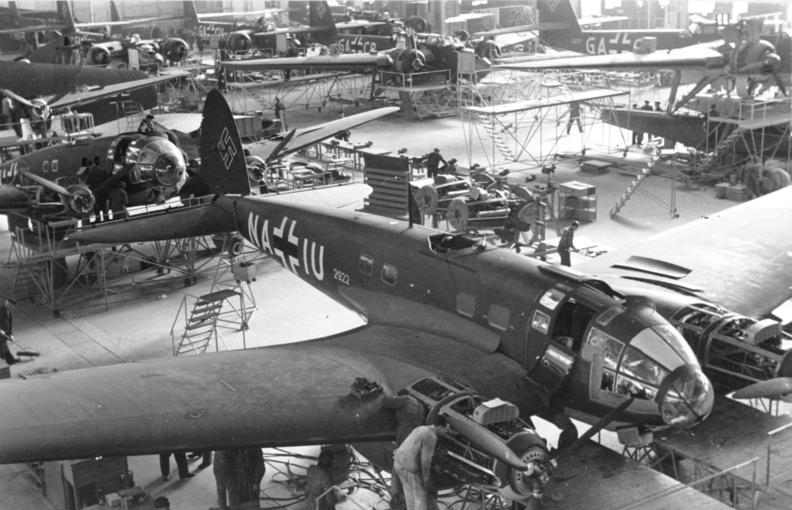
Producció del Heinkel He 111 el 1939

Heinkel és coneguda sobretot per les aeronaus utilitzades per la Luftwaffe durant la Segona Guerra Mundial. Això va començar amb l'adaptació del He 70 i, en particular, el He 111, per a ser utilitzats com a bombarders. Heinkel també va proporcionar l'únic bombarder pesant operacional de la Luftwaffe, el Heinkel He 177, tot i que no es van produir grans quantitats.
Heinkel va tenir menys èxit venent dissenys de caça. Abans de la guerra, el Heinkel He 112 havia estat refusat a favor del Messerschmitt Bf 109, i l'intent de Heinkel de superar Messerschmitt amb el disseny del Heinkel He 100 va fallar a causa d'interferència política dins del Reichsluftfahrtministerium (RLM). L'empresa també va proporcionada a la Luftwaffe un caça nocturn excepcional, el Heinkel He 219, que va ser produït en poques quantitats per la interferència política, però va ser el primer avió en actiu de la Luftwaffe en utilitzar un tren d'aterratge retràctil en tricicle, i la primera aeronau militar al món en utilitzar seients projectables.
De 1941 fins al final de la guerra, l'empresa va ser fusionada amb el fabricant de motors Hirth per formar Heinkel-Hirth, donant a l'empresa la capacitat de fabricar la seva pròpia planta motriu, incloent-hi el turboreactor Heinkel Strahltriebwerke.
L'any 1939, pilotat per Erich Warsitz, el Heinkel He 176 i el Heinkel He 178 van esdevenir els primers dissenys d'aeronau en volar mitjançant un coet de combustible líquid i un turboreactor respectivament.

### Treball esclau durant Segona Guerra Mundial
Heinkel va ser un usuari habitual del treball esclau del Camp de concentració de Sachsenhausen, arribant a utilitzar entre 6.000 i 8.000 presoners per a construir el bombarder He 177.

### Després de la guerra

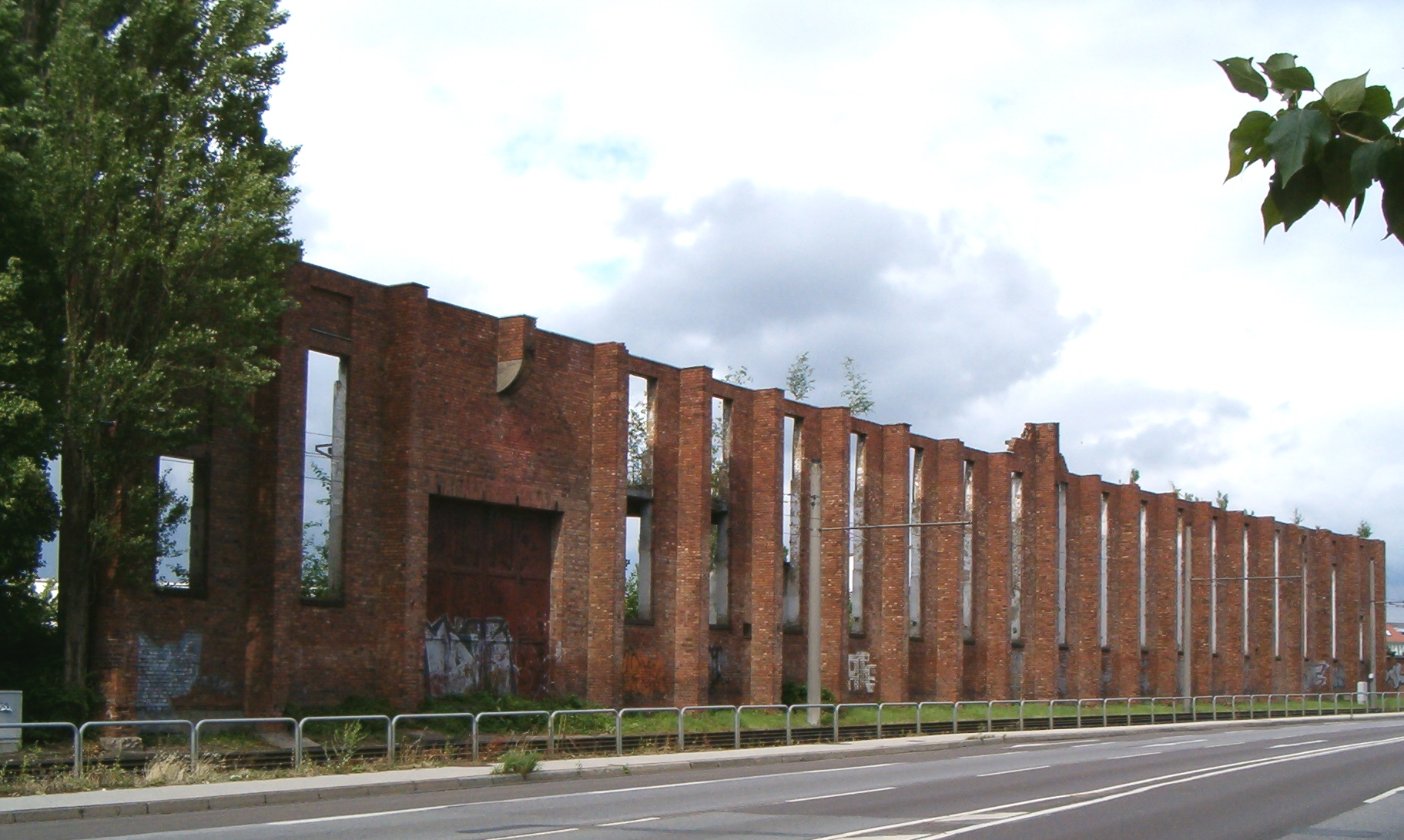
Ruïnes de les oficines de la seu de Heinkel a Rostock/Schmarl

Passada la guerra, a Heinkel li va ser prohibit fabricar avions i en comptes d'això va construir bicicletes, escúters, i el Heinkel microcar. L'empresa finalment va tornar a construir aeronaus a mitjans dels anys 50, construint sota llicència el F-104 Starfighters. El 1965, l'empresa va ser absorbida per Vereinigte Flugtechnische Werke (VFW), qui al seu torn va ser absorbida per Messerschmitt-Bölkow-Blohm l'any 1980 i posteriorment va esdevenir part d'EADS.

## Productes

### Aeronaus
HD - Heinkel Doppeldecker
- Heinkel HD 14
- Heinkel HD 16
- Heinkel HD 17 (1924)
- Heinkel HD 19
- Heinkel HD 20 (1926)
- Heinkel HD 21 biplà d'entrenament de tres places en tàndem (1924)
- Heinkel HD 22 (1926)
- Heinkel HD 23 (1926)
- Heinkel HD 24 hidroavió d'entrenament (1926)
- Heinkel HD 25 (1926)
- Heinkel HD 26 (1928)
- Heinkel HD 28 (1926)
- Heinkel HD 29 versió biplaça del HD 21 (1925)
- Heinkel HD 32 avió d'entrenament derivat del HD 21 (1926)
- Heinkel HD 33
- Heinkel HD 35 biplà d'entrenament basat en el HD 21 (1926)
- Heinkel HD 36 avió d'entrenament construït a petició de la força aèria sueca (1927)
- Heinkel HD 37 caça biplà (1928)
- Heinkel HD 38 caça biplà (1928)
- Heinkel HD 39 avió de càrrega (1926)
- Heinkel HD 40 avió de càrrega (1927)
- Heinkel HD 42 hidroavió d'entrenament (1929)
- Heinkel HD 43 caça biplà (1931)
- Heinkel HD 55 hidrocanoa de reconeixement (1929)

HE - Heinkel Eindecker
- Heinkel HE 1 hidroavió monoplà d'ala baixa (1921)
- Heinkel HE 2 millora del HE 1 (1923)
- Heinkel HE 3 avió esportiu (1923)
- Heinkel HE 4 monoplà de reconeixement
- Heinkel HE 5 monoplà de reconeixement (1926)
- Heinkel HE 8 monoplà de reconeixement (1927)
- Heinkel HE 9
- Heinkel HE 12 hidroavió de correus (1929)
- Heinkel HE 18 avió esportiu (1925)
- Heinkel HE 37
- Heinkel HE 38

He - Heinkel (denominació del RLM)
- Heinkel He 45 avió d'entrenament i bombarder (1931)
- Heinkel He 46 avió de reconeixement (1931)
- Heinkel He 49 caça biplà (1932)
- Heinkel He 50 avió de reconeixement i bombarder en picat (1931)
- Heinkel He 51 caça biplà i suport aeri proper (1933)
- Heinkel He 57 Heron hidrocanoa amfibia (1930)
- Heinkel He 58, versió del HE 12
- Heinkel He 59 hidroavió biplà de reconeixement
- Heinkel He 60 hidroavió biplà embarcat de reconeixement (1933)
- Heinkel He 62 hidroavió de reconeixement (1932)
- Heinkel He 63 biplà d'entrenament (1932)
- Heinkel He 64 avió esportiu (1933)
- Heinkel He 70 Blitz (Llampec), avió monomotor de càrrega i avió de correu (1932)
- Heinkel He 71 monoplà monoplaça (1933)
- Heinkel He 72 Kadett, avió d'entrenament (1933)
- Heinkel He 74 prototipus de caça i avió d'entrenament avançat (1933)
- Heinkel He 100 lluitador
- Heinkel He 111 bombarder
- Heinkel He 112 lluitador
- Heinkel He 113 (assenyalament alternatiu fictici per He 100D-1)
- Heinkel He 114 reconnaissance seaplane
- Heinkel He 115 general-propòsit seaplane
- Heinkel He 116 transport + reconnaissance
- Heinkel He 117
- Heinkel He 118
- Heinkel He 119 sol-motor alt-bombarder de velocitat (prototipus), reconnaissance aeronau, 1937
- Heinkel He 120 quatre-motor molt de temps-vol de passatger de la gamma-barca (projecte), 1938
- Heinkel He 162 Spatz (pardal), Volksjäger (el lluitador de les persones) elecció de competència del disseny, lluitador (jet-engined)
- Heinkel He 170
- Heinkel He 172 entrenador (prototipus)
- Heinkel He 176 pioner líquid-fueled coet-powered aeronau experimental (prototipus)
- Heinkel He 177 Greif (Griffon), el Tercer Reich únic llarg-variar bombarder pesat
- Heinkel He 178 el primer jet del món -engined aeronau
- Heinkel He 219 Uhu (Àguila-Mussol), nit-lluitador
- Heinkel He 270
- Heinkel He 274 alt-bombarder d'altitud, He 177 desenvolupament, dos prototipus correu completat-guerra dins França
- Heinkel He 277 bombarder pesat, paper-únic Amerika Bombarder He 177 desenvolupament (per febrer 1943) amb quatre BMW 801E motors radials, mai va construir
- Heinkel He 280 lluitador (jet-engined)
- Heinkel He 343 quatre-engined bombarder (jet-engined projecte), 1944
- Heinkel He 519, alt-bombarder de velocitat (He 119 derivat; el projecte únic), 1944
- Heinkel Tipus 98 Bombarder mitjà - He 111 per servei amb l'IJNAS
- Heinkel A7He He 112 desenvolupament per l'IJAAS
- Heinkel Navy Type He caça interceptor He 100 desenvolupament per l'IJNAS

P - Projekt
- Heinkel He P.1076, Un gairebé convencional 1944 disseny, amb lleugerament endavant va escombrar ales i contra-rotating hèlices al davant.
- Heinkel P.1077 Julia coet-punt de propulsió-defensa interceptor
- Heinkel P.1078
- Heinkel He P.1078A, lluitador(jet-engined) (projecte)
- Heinkel He P.1078B, tailless lluitador(jet-engined) (projecte)
- Heinkel He P.1078C, tailless lluitador (jet-engined) (projecte), 1944
- Heinkel He P.1079A, nit de dos motors-lluitador(jet-engined) (projecte)
- Heinkel He P.1079B/I, tot-temps lluitador pesat (disseny d'ala del vol) (jet-engined)
- Heinkel He P.1079B/II, tot-temps lluitador pesat (disseny d'ala del vol) (jet-engined), 1945
- Heinkel Lerche
- Heinkel Wespe

### Microcotxes

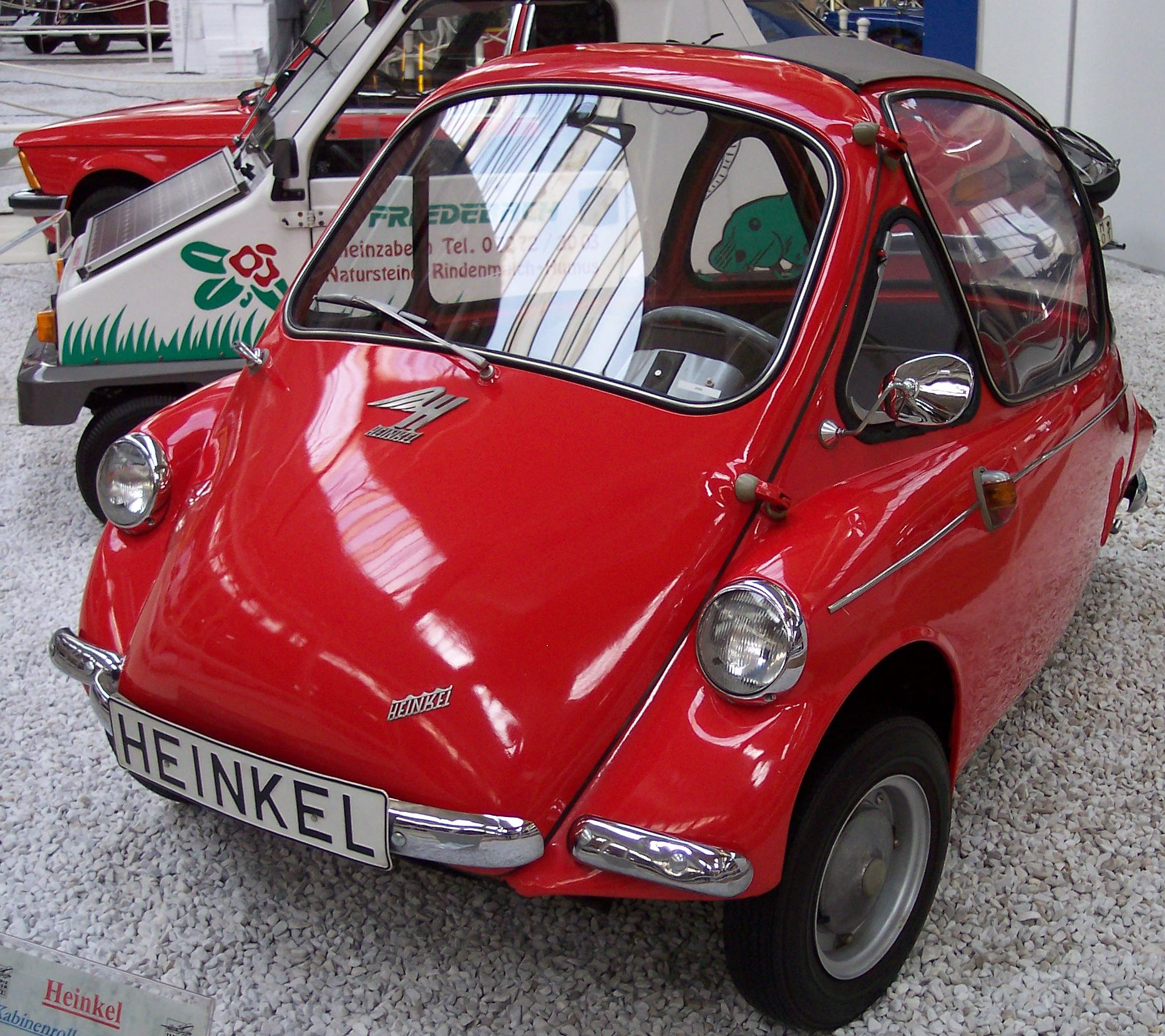
Heinkel Kabine

Heinkel va introduir el cotxe de bombolla Kabine l'any 1956. Va competir amb el BMW Isetta i el Messerschmitt KR200. Tenia un cos únic i un motor de quatre temps amb un sol cilindre.
Heinkel va deixar de fabricar el Kabine el 1958 però la producció va continuar sota llicència, primer a Irlanda per Dundalk Engineering Company dins Irlanda i després per Trojans Cars Ltd., que va aturar la producció en 1966.

### Escúters i ciclomotors

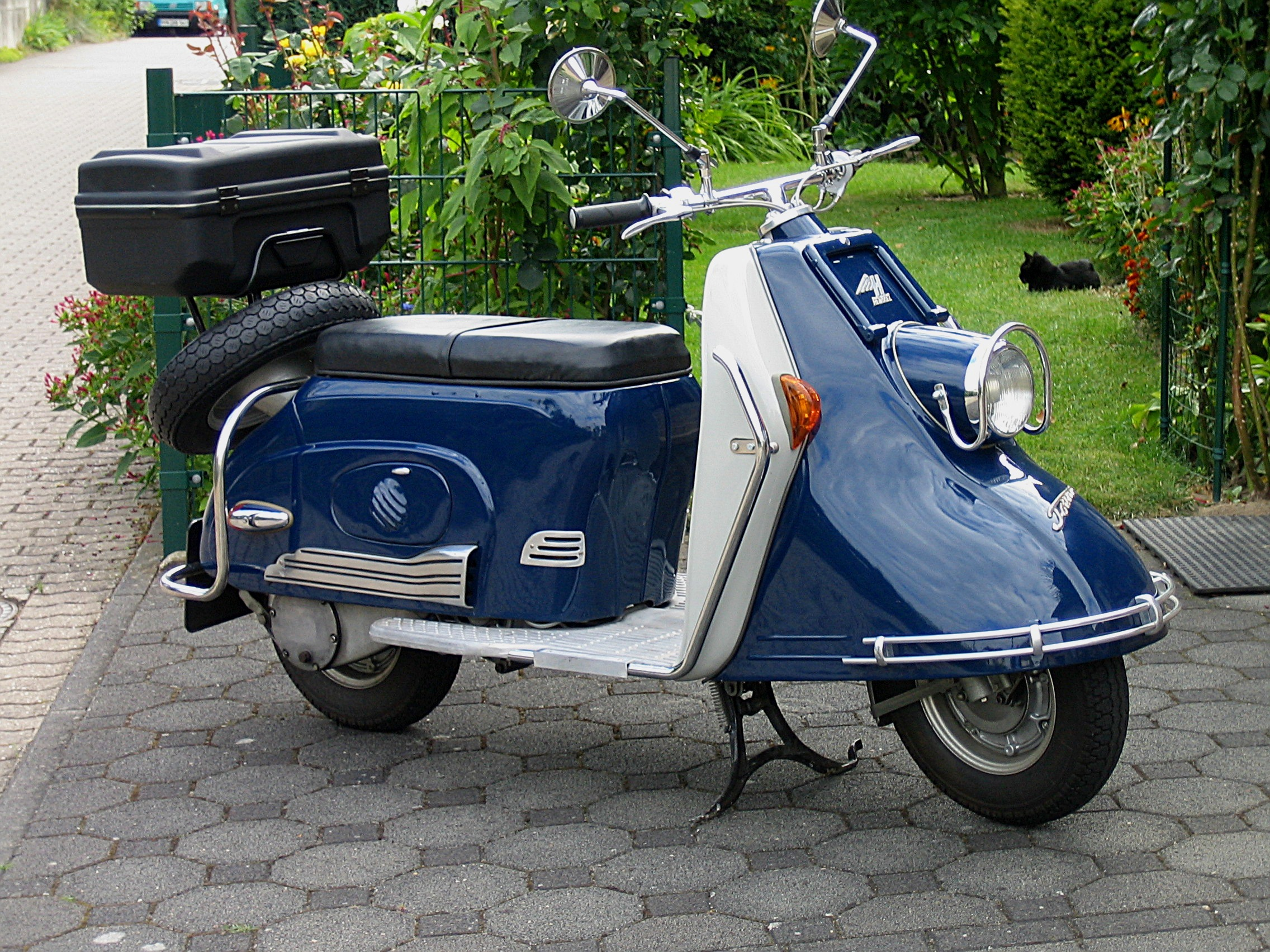
Heinkel Tourist 175 (1956)

Heinkel va introduir el escúter Tourist en els anys 50 que va ser conegut per la seva fiabilitat. Era una màquina gran i relativament pesant i proveïa una bona protecció climatològica amb un carenat complert i la roda davantera amagada sota una extensió fixa.
Heinkel També va construir una escúter més lleugera de 150 cc anomenada Heinkel 150 i el ciclomotor Perle de 1954 a 1957.